# تيكس أيفري
فريدريك بين «فريد/تيكس» أيفري (بالإنجليزية: Tex Avery)‏ ولد وتوفي (26 فبراير 1908- 26 أغسطس 1980). كان رسام رسوم متحركة، رسام كارتون، ممثل أصوات، ومخرج أمريكي، مشهور بإنتاجه في ما يُعرف بالعصر الذهبي للرسوم المتحركة لمصلحة وارنر براذرز وإم جي إم، قدم شخصية دافي داك، باغز باني، درووبي، سكرووي سكويرل، جورج وجونيور، وساهم في تطوير بوركي بيغ، وتشيلي ويلي. عمل في أكثر من استوديو في الأربعينات والخمسينات.
طريقته في الرسوم المتحركة كسرت التقليد الذي أسسته شركة ديزني، وحث الرسامين على الانتشار وراء حدود الوسط الذي يكون في عالم الكارتون ممكنا وفي عالم الواقع مستحيلا، كما نقل عنه قوله «في الكارتون تستطيع فعل أي شيء»، وكانت أعماله كذلك. كما وقام بأدوار صوتية لبعض أعماله.

## سيرة ذاتية

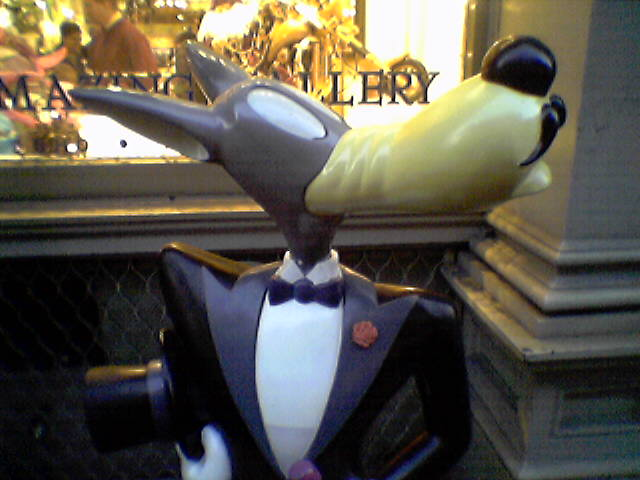
تمثال شخصية تكس أفيري

### سنوات البداية
أيفري هو ابن جورج والتن أيفري وماري أوغوستا «جيسي» بين، ولد في تايلور، تكساس. عمل في بداياته لدى والتر لانز ستوديو في أوائل الثلاثينات، كان يعمل على أغلب سلسلة أوزوالد ذا لاكي رابيت من 1931 إلى 1935، عرف كرسام في تلك السلسلة، ثم ادعى إخراجه لاثنتين من السلسلة في تلك الفترة، وبسبب شئ من الدعابات في المكتب طار مشبك ورق فأصاب عينه اليسرى، والتي فقدها بسبب ذلك. ربط البعض الحادث بطريقته الفريدة في الرسم وأسلوبه الغريب في الإخراج.

### «تيرمايت تيراس»
انتقل أيفري إلى استوديو ليون شليسنجر في أواخر 1935 وأقنع شليسنجر بترؤس وحدة خاصة به وإنتاج الكارتون بالطريقة التي يريدونها، وافق شليسنجر على ذلك، وعين معه الرسامين بوب كلامبيت وتشاك جونز إلى مبنى قديم من خمس غرف في مقر استوديو وارنر براذرز، وحدة أيفري عينت لإنتاج لووني تونز بالأبيض والأسود بدلا من ميري ميلوديز بتقنية تيكنوكولر. سرعان ما أطلقت الوحدة على المبنى اسم تيرمايت تيراس (مبنى النمل الأبيض) لكثرة انتشار النمل الأبيض. «تيرمايت تيراس» سرعان ما أطلقت على استوديو الرسوم المتحركة بأكمله، لأن تلك الوحدة هي من قامت بصياغة ما يعرف الآن "the Warner Bros. cartoon"، أول أفلامهم القصيرة كان غولد ديغرز أوف '49. الذي يعد أول فيلم جعل من بوركي بيغ نجما.

### ابتكار نجوم لووني تونز
أيفري، بمساعدة من كلامبيت، جونز، والمخرج المساعد الجديد فرانك تاشلين، أسسوا أسلوب كارتون يخالف أسلوب ديزني بكونها ملكة أفلام الرسوم المتحركة في ذلك الوقت، وابتكروا شخصيات لا تزال تذكر حتى الآن، قام أيفري بوضع الدعابات للعروض، وزود بعضها بأصواته، وأشرف على ضبط توقيت الدعابة حيث كان يقتطع من الإطارات إذا لم ينضبط الوقت مع الدعابة جيدا.

### دافي داك
كارتون بوركيز داك هانت قدم شخصية دافي داك، الذي يمتلك شكلا جديدا من الجنون والحماقة لم تشهد الرسوم المتحركة شخصا مثله، دافي كان خارجا عن السيطرة، بطة شديدة الجنون، كثيرا ما يقفز في مواقع من إطار الفيلم بسرعة مضاعفة، صارخا «هوو-هوو! هوو-هوو!» بطبقة صوت مرتفعة لميل بلانك.

### باغز باني
كان أول ظهور لباغز باني في فيلم أيفري عام 1940 أ وايلد هاير، بعد سلسلة من عروض أرنب شبيه بدافي داك في الشخصية من إخراج بين هارداواي، كال دالتون، وتشاك جونز، أرنب أيفري كان من النوع الهادئ المسيطر تماما على الوضع. يعد هذا الفيلم القصير أول ما جمع بين باغز وإلمر فاد، الشخصية الهادئة ذات الرأس الأصلع والتي تطورت من شخصية إيغهيد لأيفري. في الفيلم يتجه باغز إلى إلمر الذي يصطاد الأرانب ويسأله «واتس أب دوك؟ What's up, doc?» لتشتهر هذه العبارة بين الحضور. جاء تسمية باغز بهذا الاسم نسبة إلى المخرج بين «باغز» هارداواي، والذي ابتكر شخصية أرنب سابقة. قام أيفري بإخراج ثلاثة عروض أخرى من بطولة باغز، تورتويز بيتس هاير، أوول ذس آند رابيت ستو، وذا هكلينغ هاير. كما وأخرج عدة عروض وحيدة.
انتهى عهد أيفري في وارنر عام 1941 بسبب اختلاف في نهاية فيلم ذا هكلينغ هاير، حيث وضع أيفري النهاية بأن يسقط باغز وكلب الصيد من ثلاث جرف أو منحدرات، وقبل أن يسقط من الثالثة يقول باغز «امسكوا قبعاتكم أيها الناس، ها نحن مرة أخرى! Hold on to your hats, folks, here we go again!». هنا تدخل شليسنجر تحت أمر جاك وارنر، وغير النهاية إلى التي هي عليها الآن، حيث يسقط باغز وكلب الصيد من الجرف، وقبل أن يصل الأرض يتوقف الاثنان ويخاطب باغز الجمهور «هيه، ضحكنا عليكم، أليس كذلك؟ Heh, fooled you, didn't we?». هذا ما أغضب أيفري ودفعه لترك الاستوديو تاركا ثلاثا من أعماله غير مكتملة، بوب كلامبيت قام بإكمالها عندما تولى وحدة أيفري.

### سبيكنغ أنيمالز
ابتكر أيفري أثناء عمله لدى شليسنجر فكرة حيوانات حية تتحدث بشفاه مرسومة، لم يهتم شليسنجر بالفكرة، فعرضها أيفري على صديقه جيري فيربانكس، فأعجب بها وبدأ سلسلة سبيكنغ أوف أنيمالز التي قامت بتوزيعها باراموانت بكشرز، لذلك بعدما غادر أيفري استوديو شليسنجر، اتجه فورا إلى باراماونت بكشرز، قبل أن يتجه إلى إم جي إم.

### أيفري في إم جي إم
في 1942، عمل أيفري لدى وحدة الرسوم لدى إم جي إم تحت إشراف فريد كويمبي، شعر أيفري بأن شليسنجر كان يضيق عليه، إذ شعر بكامل الحرية في عمله الجديد، كما أن إم جي إم وفرت ميزانية ووحدة إنتاج أفضل من التي كانت في وارنر، فقام بإنتاج عروض بإبداع أكبر، كما أن وحدته ضمت رسامين من ديزني، مثل برستون بلير وإد لوف، فكان أول إنتاجه ذا بلتز ووف الذي رشح لجائزة الأكاديمية لأفضل فيلم قصير فئة الكارتون عام 1942. أشهر شخصية له في إم جي إم كانت درووبي (في الأصل هابي هاوند)، الكلب الهادئ الصغير بطيء الحركة والكلام الذي يفوز دائما في النهاية.

### بعد إم جي إم
عاد أيفري إلى والتر لانز ستوديو ولم يستمر طويلا، إلا أنه ساهم في شخصية تشيلي ويلي البطريق، وبسبب اختلاف في مقدار الأجر، ترك الاستوديو منهيا مجال الرسوم المتحركة السينمائية.
اتجه أيفري لرسم إعلانات التلفزيون، مثل إعلانات ريد في الستينات، كما وأنتج إعلانات مشروب كوول-أيد، وفيها شخصيات وارنر براذرز التي تعامل معها. في الستينات والسبعينات، ازداد أيفري كآبة، رغم أنه حظي باحترام زملائه، آخر شركة عمل لديها كانت هانا-باربيرا.
مات أيفري في 26 أغسطس 1980 بسبب سرطان الرئة، ودفن في فورست لون بمقبرة هوليوود هيلز.

## إرثه
بالرغم من أنه لم يعش أواخر الثمانينات التي شهدت فيها الرسوم المتحركة انتعاشا، إلا أن أعماله نالت انتشارا واسعا ومديحا في مجتمعات الرسوم المتحركة الحديثة، كما وأعيد نشر إنتاجاته في إم جي إم، وتظهر أعماله في مجموعة DVD لووني تونز وميري ميلوديز، كما تأثر بعض الرسامين في أسلوبه، كعروض هو فريمد روجر رابيت، رين آند ستيمبي، تايني توون أدفنشرز، توم آند جيري كيدس شو.
اليوم تمتلك عروضه في وارنر وإم جي إم لدى ترنر إنترتاينمنت وتتولى وارنر براذرز التوزيع (وارنر براذرز تمتلك العروض بالأبيض والأسود مباشرة)، كلا الشركتين وارنر وترنر تتبعان شركة تايم وارنر، بينما عروضه في والتر لانز تمتلكها يونيفرسال ستوديوز، توجد بعض عروضه في وارنر تحت الملكية العامة، إلا أن وارنر وترنر تمتلكان المكونات الأساسية لها.

## قراءات متقدمة
- Adamson, Joe (1975). Tex Avery: King of Cartoons. New York: De Capo Press. ISBN 0-306-80248-1.
- Barrier, Michael (1999). Hollywood Cartoons: American Animation in Its Golden Age. Oxford: Oxford University Press. ISBN 0-19-516729-5.
- Benayoun, Robert (1988). Le mystère Tex Avery. Paris: Editions du Seuil. ISBN 2-02-009870-9.
- Canemaker, John  [لغات أخرى]‏ (1996). Tex Avery: The MGM Years, 1942-1955. Atlanta: Turner Press. ISBN 1-57036-291-2.
- Morris, Gary (Sept 1998). What's Up, Tex? A Look at the Life and Career of Tex Avery. Bright Lights Film Journal.

## وصلات خارجية
- تيكس أيفري على موقع IMDb (الإنجليزية)
- تيكس أيفري على موقع الموسوعة البريطانية (الإنجليزية)
- تيكس أيفري على موقع روتن توميتوز (الإنجليزية)
- تيكس أيفري على موقع ألو سيني (الفرنسية)
- تيكس أيفري على موقع أول موفي (الإنجليزية)
- تيكس أيفري على موقع قاعدة بيانات الأفلام السويدية (السويدية)
- تيكس أيفري على موقع إن إن دي بي (الإنجليزية)
- تيكس أيفري على موقع ديسكوغز (الإنجليزية)
- تيكس أيفري على موقع قاعدة بيانات الفيلم (الإنجليزية)
- تيكس أيفري على موقع كينوبويسك (الروسية)
- موقع لتقدير تيكس أيفري
- الرسوم المتحركة لدى تيكس أيفري نسخة محفوظة 29 أكتوبر 2007 على موقع واي باك مشين. من موقع Keyframe - the Animation Resource
- شجرة العائلة لتيكس أيفري
- قراءة في ذا كومبليت تيكس أيفري نسخة محفوظة 21 نوفمبر 2008 على موقع واي باك مشين., المجموعة الكاملة من سلسلة كارتون إم جي إم لأيفري (نشرت في 1993)
- ذا شيلف: قراءة في شخصية تيكس أيفري، دروبي. إصدارة DVD أمريكية
- شاهد ضريح تيكس أيفري